# Pygmalion (maison d'édition)
Pour les articles homonymes, voir Pygmalion.
Pygmalion Livres est une maison d'édition française fondée en 1975 par Gérard Watelet et située à Paris. Depuis 2003, elle est devenue une filiale des éditions Flammarion.

## Publications
De nombreuses collections sont disponibles dans trois domaines principaux : 
- domaine historique
- romans
- témoignages, enquêtes et documents

### Domaine historique
Pygmalion publie des ouvrages de littérature générale, des essais et des ouvrages sur l'histoire, avec un fort accent mis sur l'histoire militaire et notamment la Seconde Guerre mondiale.
Le catalogue est notamment riche en biographies de souverains français (deux séries signées par Georges Bordonove et Ivan Gobry) ainsi que de reines de France (par Philippe Delorme, Anne Bernet…). On trouve aussi des monographies sur les maréchaux de Napoléon, les hommes d’État importants, les femmes de lettres et les souveraines étrangères, ainsi que des études sur les institutions françaises.
Enfin, la maison d'édition a très tôt publié des ouvrages consacrés à l'Égypte antique, notamment dans les collections « Les grands pharaons » ou « Bibliothèque de l'Égypte ancienne » dirigée par Christiane Desroches Noblecourt.
Parmi les nombreux auteurs publiés, on peut mentionner : Gérard Colin, René Guerdan, Henri Pigaillem, Georges Bordonove, Philippe Delorme, Pierre Montagnon, Frédéric Hulot, Lilly Marcou, Philippe Porée-Kurrer, Paul-Éric Blanrue, Dominique Venner, Anne Bernet, Ivan Gobry.

### Romans
Destinés à un large public, les romans historiques, mais aussi les romans policiers, les romans à suspense et de la fantasy, tout particulièrement avec la publication des cycles littéraires de Robin Hobb (L'Assassin royal, Les Aventuriers de la mer, Le Soldat chamane…) et George R. R. Martin (Le Trône de fer) constituent l'essentiel du catalogue de ce domaine.
On note aussi le roman témoignage de Victoire Theismann (L'Ami d'éternité, relatant son amitié au long cours avec l'acteur Bernard Giraudeau).

### Témoignages, enquêtes et documents
Beaucoup sont des investigations du passé, sur de grandes énigmes (par Jean Markale, Graham Hancock, Henri Lincoln…). On retrouve également une collection consacrée aux femmes célèbres du XXe siècle (souvent signés Bertrand Meyer-Stabley) et d'autres portant sur l’histoire du cinéma, des arts du théâtre et de la musique (Constantin Stanislavsky, Michael Chekhov, Jean-Laurent Cochet…).
Enfin, une collection nommée « Chemins d’Eternité » et dirigée par Olivier Germain-Thomas est consacrée à de grandes figures de la spiritualité mondiale telles que Jésus-Christ, Mahomet, Confucius, Bouddha…